# بتا-ساندویچ

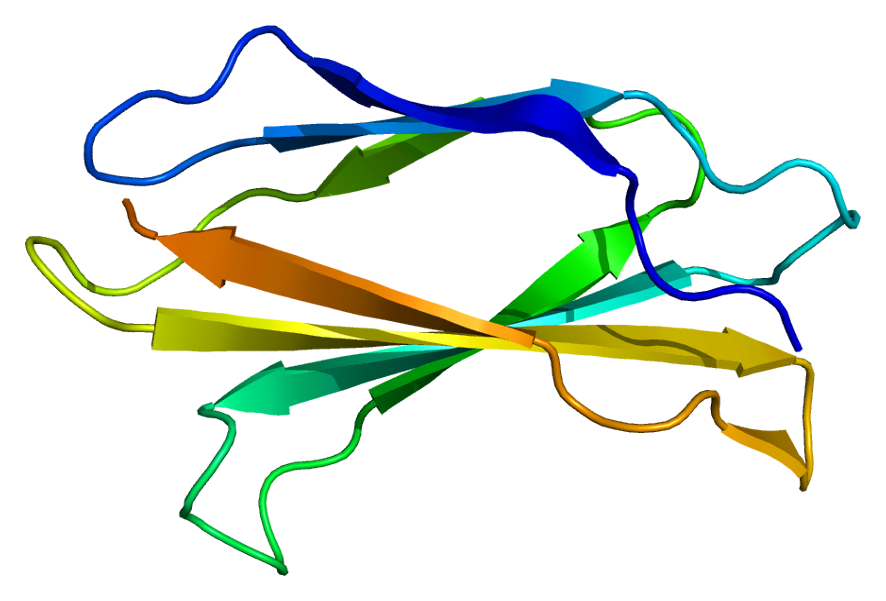
تصویری از بتا-ساندویچ تناسین سی (PDB entry:).

بتا-ساندویچ (انگلیسی: Beta-sandwich) یک دومین پروتئین است که از ۸۰ تا ۳۵۰ اسید آمینه تشکیل شده و در به‌طور رایج در پروتئین‌ها یافت می‌شود. بتا-ساندویچ‌ها از دو صفحه بتای متقابل و غیر موازی ساخته شده‌است و تعداد رشته‌ها و توپولوژی آن از پروتئینی به پروتئین دیگر متفاوت است.
این دومین، چین‌خوردگی‌های بسیار متنوعی هم دارد. مثلاً چین‌خوردگی نوع ایمونوگلوبولین (Ig-fold) که در پادتن‌ها یافت می‌شود، از یک آرایش ۷ تا ۹ رشته‌ای غیر موازی بتا تشکیل شده که در ۲ صفحه بتا مرتب شده‌اند و یک توپولوژی «موتیف زنجیره یونانی» (Greek-key topology) دارد. این نوع توپولوژٰی در ترانستایرتین انسان هم یافت می‌شود.